# Funk Um Agin... for the First Time
 (juin 2018).
Si vous disposez d'ouvrages ou d'articles de référence ou si vous connaissez des sites web de qualité traitant du thème abordé ici, merci de compléter l'article en donnant les références utiles à sa vérifiabilité et en les liant à la section « Notes et références ».
Albums de George Clinton
Live... and Kickin'
(1997) How Late Do U Have 2BB4UR Absent?
(2005)
Funk Um Agin... for the First Time (Live in L.A.) est un album live, en deux disques, du chanteur et producteur americain de musique funk George Clinton, avec son groupe P-Funk All-Stars, publié chez Funk Works Entertainment en 1999.
La prestation est enregistrée le 11 novembre 1989 au Strand Nightclub de Manhattan Beach (Californie).

## Liste des titres
| 1.  | Chocolate City                                                                           | 1:37 |
| 2.  | Alice in My Fantasies                                                                    | 1:56 |
| 3.  | Cosmic Slop                                                                              | 7:59 |
| 4.  | Let's Take It to the Stage (Medley)                                                      | 1:07 |
| 5.  | Thanku4letnmebmyselfagin                                                                 | 1:00 |
| 6.  | Up for the Downstroke                                                                    | 2:16 |
| 7.  | We Be Fonk'n Over Here                                                                   | 0:58 |
| 8.  | Get Off Your Ass and Jam (Medley : Bop Gun / Funk Um Just to See the Look on Their Face) | 2:53 |
| 9.  | Gamin' on Ya / Do Not Attempt to Readjust Your Radio                                     | 2:15 |
| 10. | Undisco Kidd (We Be Fonk'n Over Here Too)                                                | 7:57 |
| 11. | Pussy                                                                                    | 1:07 |
| 12. | Do That Stuff                                                                            | 2:52 |
| 13. | Sir Nose D'voidoffunk (Pay Attention - B3M)                                              | 6:03 |
| 14. | Rap - Biological Speculation                                                             | 0:48 |
| 15. | Standing on the Verge (Of Getting It On)                                                 | 3:22 |
| 16. | Good to Your Ear Hole                                                                    | 1:27 |
| 17. | Pump It Up                                                                               | 7:33 |
| 18. | Maggot Brain                                                                             | 9:52 |

| 1. | Intro - Garry's Rap | 2:54  |
| 2. | Knee Deep | 16:46 |
| 3. | Rap "Niggerish" | 4:51  |
| 4. | Give Up the Funk (Tear the Roof Off the Sucker)                                                                         | 11:26 |
| 5. | Night of the Thumparsorus People                                                                                        | 11:30 |
| 6. | Atomic Dog | 6:02  |
| 7. | Why Should I Dog You Out? (Medley : Batman / Cold Sweat / Sing A Simple Song / Lickin' Stick / Want To Take You Higher) | 10:16 |